# عایشه عبدالهادی
عایشه عبدالهادی (۱۸ سپتامبر ۱۳۲۳ - ۱ اوت ۱۴۱۳) (نسب: عایشه بنت محمد بن عبدالهادی بن عبدالحمید بن عبدالهادی، مَقدَسیه) بانوی محدث شامی در سدهٔ هشتم هجری و اوایل نهم بود. نزد استادان بسیاری علم حدیث را آموخت و بسیار آوازه گرفت. ابن حجر عسقلانی از شاگردان او بود و از او روایت نمود. در ۴ جمادی‌الاول ۸۱۶ق درگذشت؛ در مسجد مظفری در صالحیهٔ دمشق بر پیکرش نماز گزاردند. 

## منبع
1. ↑  سخاوی، محمد بن عبدالرحمن ( ۱۹۹۲). الضوء اللامع لأهل القرن التاسع. بیروت: دار الجیل. تاریخ وارد شده در |سال= را بررسی کنید (کمک)
2. ↑  ابن عماد حنبلی، عبدالحی (۱۹۸۶). شذرات الذهب. دمشق: دار ابن کثیر. تاریخ وارد شده در |سال= را بررسی کنید (کمک)
3. ↑  کحاله، عمر رضا (۱۹۵۹). أعلام النساء فی عالمی العرب والإسلام. ج. ۳. بیروت: موسسة الرسالة. ص. ۱۸۸. تاریخ وارد شده در |سال= را بررسی کنید (کمک)